# Кохання та інші неприємності
«Коха́ння та і́нші неприє́мності» (англ. Failure to Launch) — американська романтична комедія 2006 року з Сарою Джессікою Паркер та Метью Макконагі в головних ролях.

## Сюжет
Тридцятип'ятирічний Тріпп (Метью Макконагі) досі живе зі своїми батьками. Його найкращі друзі, Демо та Ейс, також мешкають із батьками і, здається, пишаються цим. У Тріппа багато короткочасних подружок, але коли він запрошує їх до «свого дому» і вони дізнаються, що він живе з батьками, то одразу його кидають.
Батьки Тріппа дізнаються від своїх друзів, чий син нещодавно покинув дім, що вони найняли експертку Паулу (Сара Джессіка Паркер), щоб допомогти йому виїхати. Паула вважає, що чоловіки залишаються вдома через низьку самооцінку і її метод полягає в тому, щоб зав'язати з ними стосунки, підвищити їхню впевненість, а потім перенести їхню прив'язаність із батьків на себе.
Але Тріпп не схожий на типових клієнтів Паули: у нього нормальні соціальні навички, хороша самооцінка і робота, яка йому подобається. Після кількох побачень, коли Тріпп відчуває, що Паула занадто прив'язується, він влаштовує незручну зустріч із батьками, щоб її відлякати. Проте Паула руйнує його звичний план, переспавши з ним, і сама починає відчувати до нього справжні почуття.
Обоє опиняються в незвичній для себе ситуації і звертаються за порадою до друзів. Подруга Паули, Кіт, вважає, що Паула зайнялась цією професією через те, що їй розбив серце чоловік, що жив із батьками. Згодом Паула дізнається, що Тріпп залишився вдома через трагедію: його наречена раптово померла, і родина стала для нього підтримкою.
Ейс дізнається секрет професії Паули і шантажує її, вимагаючи побачення з Кіт. Хоча Кіт більше подобається Демо, вона закохується в Ейса. Ейс розповідає Демо про обман Паули, а той розповідає про це Тріппу. Розлючений Тріпп свариться з батьками і Паулою та розриває з нею стосунки. Паула, відчуваючи провину, повертає гроші батькам. Зрештою Тріпп переїжджає на яхту, про яку давно мріяв і хоча пробачає батьків, Паулу пробачити не може.
Батьки і друзі Тріппа вигадують план, щоб їх помирити: зв'язавши і замкнувши його з Паулоюй у кімнаті. Паула відкриває йому душу і Тріпп нарешті її пробачає. Історія завершується сценою, де Тріпп і Паула пливуть на його яхті під пісню Рея Чарльза «Hit the Road Jack».

## В ролях
- Метью Макконагі — Тріпп
- Сара Джессіка Паркер — Пола
- Зоуї Дешанель — Кіт
- Джастін Барта — Ейс
- Бредлі Купер — Демо
- Кеті Бейтс — С'ю
- Террі Бредшоу — Ел
- Тайрелл Джексон Вільямс — Джефрі
- Кетрін Винник — Мелісса
- Роб Кордрі — продавець зброї
- Петтон Освальт — технік
- Маджейна Това — бариста
- Кристал — лісова мавпа

## Цікаві факти
- Стрічку знято за сценарієм Тома Еста та Метта Ембера. Маконахі отримав головну роль у середині січня 2005 р., а зірка серіалу «Секс і місто» Паркер стала його партнеркою через кілька тижнів.
- Роберт Дюваль спочатку планувався на роль Ела, яка у результаті була віддана Террі Бредшоу
- Брук Шилдс, Торі Спеллінг та Різ Візерспун спочатку планувалися на головну жіночу роль
- Сара Джессіка Паркер отримала гонорар за цей фільм в розмірі $1 мільйона
- Виконавці головних ролей Метью Макконагі та Сара Джессіка Паркер раніше працювали в серіалі «Секс і місто»